# Bleke honingspeurder
De bleke honingspeurder (Indicator meliphilus) is een vogel uit de familie Indicatoridae (Honingspeurders).

## Verspreiding en leefgebied
Deze soort komt voor in oostelijk, zuidoostelijk en zuidelijk centraal Afrika en telt twee ondersoorten:
- I. m. meliphilus: van oostelijk Oeganda tot centraal Kenia en centraal Tanzania.
- I. m. angolensis: van oostelijk Angola en zuidelijk Congo-Kinshasa tot centraal Mozambique.

## Status
De grootte van de populatie is niet gekwantificeerd maar de soort wordt omschreven als schaars tot plaatselijk algemeen. Op de Rode lijst van de IUCN heeft deze soort de status niet bedreigd.